# Тургеневская площадь
Турге́невская пло́щадь — площадь в центре Москвы, часть Бульварного кольца между Мясницкой улицей, Фроловым переулком, Сретенским бульваром, проспектом Академика Сахарова и площадью Мясницкие Ворота. Расположена в Красносельском районе. На площади находится станция метро «Тургеневская».

## Описание
Тургеневская площадь входит в Бульварное кольцо и продолжается от Сретенского бульвара на западе до площади Мясницкие Ворота на востоке. В начале площади из центра на неё выходит Фролов переулок, а напротив начинается проспект Академика Сахарова. На западе площадь пересекает Мясницкая улица, которая отделяет её от площади Мясницкие Ворота. На площади расположена станция метро «Тургеневская» и автомобильная парковка.

## История
Площадь, образованная пересечением Сретенского бульвара и Мясницкой улицы, в 1885 году была названа Тургеневской в честь писателя Ивана Сергеевича Тургенева (1818—1883). В том же году на площади была открыта Библиотека-читальня имени И. С. Тургенева — одна из первых бесплатных библиотек в Москве, которая вскоре превратилась в заметный культурный очаг столицы, а в 1950-х годах стала центром собирания и изучения литературного наследия И. С. Тургенева; при ней работала Тургеневская комиссия.
Летом 1933 года под Тургеневской площадью началось строительство станции первого участка метрополитена «Кировская». В 1935 году на соседней площади Кировские Ворота (до 1934 года «Мясницкие ворота») на месте снесённой гостиницы был открыт вестибюль станции «Кировская».

### Реконструкция 1970-х

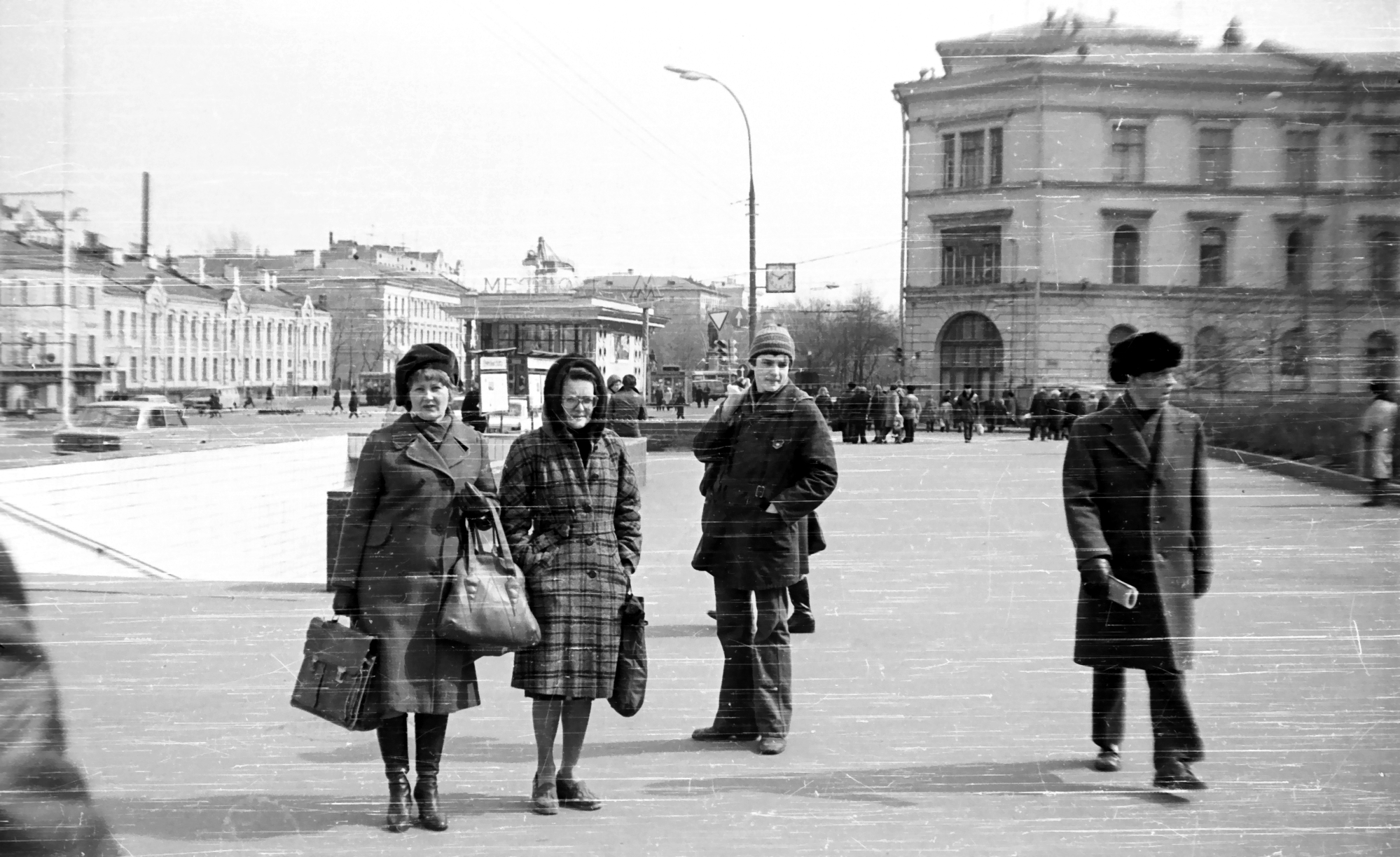
1977 год

В 1970-х годах в результате перепланировки образовалась фактически новая обширная площадь, сохранившая прежнее название.
В конце 1971 года был открыт связующий участок от станции «Китай-город» до «Проспекта Мира» длиной 3,2 км со станциями «Тургеневская» (открыта 5 января 1972 года) и «Колхозная».
При перепланировке в 1972 году был снесён целый квартал исторических домов, в том числе и построенное в 1885 году по проекту архитектора Дмитрия Николаевича Чичагова (1835—1894) здание Библиотеки-читальни имени И. С. Тургенева, основанной на пожертвование известной благотворительницы и потомственной почётной гражданки Москвы Варвары Алексеевны Морозовой. Осталось лишь здание доходного дома Губонина (Тургеневская площадь, № 2/4). Именно в нём нашла временное пристанище часть книжного фонда Тургеневской библиотеки.
В конце 1970-х рядом с местом, где располагалось историческое здание Библиотеки-читальни имени И. С. Тургенева началось строительство административного здания, которое продолжалось до 1995 года и, в конце концов, было приобретено компанией «Лукойл».

### Реконструкция 2000-х
В октябре 2003 года мэр Москвы Юрий Лужков подписал распоряжение о строительстве подземного паркинга на Тургеневской площади. Предполагалось, что он будет шестиэтажным площадью 8000 м² и рассчитанным на 300 машиномест. Также предусматривалось возведение открытой площадки для отстоя автомобилей на 12 машиномест.
Проект строительства подземной парковки был предложен департаментом градостроительной политики, развития и реконструкции Москвы, а также префектурой Центрального административного округа. Его реализацию поручили ООО «Инконика». Парковка на Тургеневской площади по первоначальному плану должна была открыться в 2005 году, затем сроки сдвинули на 2007 год. Это было связано с увеличением площади самой парковки, а также с тем, что участок строительства был отнесён Мосгоргеотрестом к III (высокой) категории сложности.
В октябре 2008 года сообщалось, что на Тургеневской площади планируется строительство подземного паркинга с торговым комплексом.
Согласно распоряжению Правительства Москвы от 23 июля 2009 года, площадь паркинга должна составить 10132 квадратных метра вместо утверждённых первоначально 8025,2 квадратных метра. Проект предусматривал строительство торгово-офисных помещений. В новом распоряжении Правительства Москвы о них ничего не говорилось. Инвестор проекта остался прежний — ООО «Инконика». Строительство планировали завершить до 30 ноября 2009 года.

## Здания и сооружения
По чётной стороне:
- № 2/4 — Доходный дом (1890, арх. И. Г. Кондратенко), снесён в 2003 году.[2]
- Дом 2/4 — Торгово-деловой центр «Чистые пруды»: Страховая компания «ВТБ Страхование», магазин Холдинг-Центр, ресторан Бирштрассе, офисы и представительства российских и зарубежных фирм.